# KEK Nord

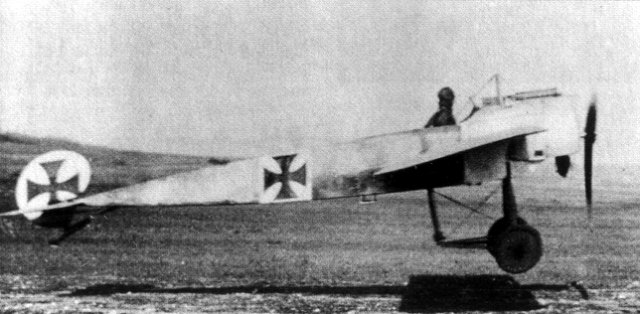
Fokker E.III - samolot będący na wyposażeniu KEK Nord w 1916 roku

Kampfeinsitzerkommando Nord - KEK Nord – jednostka lotnictwa niemieckiego Luftstreitkräfte z okresu I wojny światowej.

## Informacje ogólne
Jednostka została utworzona z pilotów jednostek przyporządkowanych do 1 Armii głównie z Fliegerersatz Abteilung Nr. 7, w połowie 1915 w jednym z  pierwszych  etapów reorganizacji lotnictwa. Składała się z kilku jednomiejscowych uzbrojonych samolotów Fokker E.III przydzielonych bezpośrednio do dowództwa 1 Armii. Jednostka brała udział w walkach nad Sommą. 28 września 1916 roku w kolejnym etapie reorganizacji lotnictwa niemieckiego na bazie tej jednostki utworzono eskadrę myśliwską Jasta 1.
W KEK Nord służyli między innymi: Martin Zander, Max Ritter von Mulzer, Otto Walter Höhne.
Głównymi samolotami używanymi przez pilotów KEK Nord były Fokker E.III, Fokker D.III.

## Dowódcy Eskadry
| Stopień | Nazwisko      | Okres            |
| ------- | ------------- | ---------------- |
| Kapitan | Martin Zander | xxx - 22.08.1916 |